# Pasqual Cicogna
Pasqual Cicogna was de 88e doge van Venetië. Hij steunde de claim van Hendrik van Navarra op de Franse troon, en overtuigde paus Sixtus V om Hendrik te steunen, in ruil voor het toetreden tot de katholieke kerk.
Hij brak met de traditie door zilveren munten te verspreiden (in plaats van de gebruikelijke gouden dukaten) tijdens zijn inauguratie. Deze munten zijn bekend als cicognini. Naarmate hij langer doge was, groeide zijn populariteit. 
Een van zijn grootste successen was het aanpassen van de Rialtobrug, een van de meest kenmerkendste gebouwen van Venetië, van hout naar steen. Ondanks dat grote namen als Michelangelo ontwerpen indienden, koos Pasqual voor het ontwerp van de architect Antonio da Ponte. Na de dood van Cicogna in 1595 werd er een gedenkteken van hem op deze brug geplaatst. 